# Chu (staat)
Chu (楚) (ook Ch'u) was de grootste staat van de Strijdende Staten in China. Het besloeg de vallei van de Jangtsekiang, en was nog maar kort 'gekoloniseerd'. De naam Chu betekent 'wildernis', wat verwijst naar de tropische bossen en -klimaat die er waren, die een grote tegenstelling vormden met het kerngebied van de Chinese beschaving aan de oevers van de Gele Rivier.

## Inrichting en cultuur
Chu werd aanvankelijk beschouwd als een semi-barbaarse staat, maar groeide gelijkelijk in de Chinese invloedssfeer. Hierbij vond een wederzijdse culturele uitwisseling plaats. Zo namen de Chinese staten veel van Chu's bestuurlijke en militaire technieken over. De rijkdom van Chu kan worden afgeleid van de vele praalgraven die uit die periode zijn gevonden. het shamanisme en taoïsme waren er de twee belangrijkste levensovertuigingen. De beroemde Treurdichten van Chu van Qu Yuan waren uit Chu afkomstig.

## Oorlogen
Chu onderhield nauwe contacten met zijn westerbuur Ba, maar voerde er soms ook oorlog mee; Ba zag zich driemaal genoodzaakt zijn hoofdstad te verplaatsen vanwege de voortdurende oorlogsdreiging. Chu vormde vooral een bedreiging voor de noordelijke staten.
De hertogen van Chu eisten na de val van de Westelijke Zhou-dynastie in 771 v.Chr. een belangrijkere plaats op. Zij merkten dat het koninklijk gezag was afgebrokkeld, en verklaarden zich in 704 v.Chr. als eerste een onafhankelijk koninkrijk, spoedig gevolgd door andere staten die de Zhou-koning niet langer erkenden. In 579 v.Chr. tijdens de Periode van Lente en Herfst wist Chu onder leiding van hertog Zhuang na een overwinning op de Jin het oppergezag over China te verkrijgen.
In 519 v.Chr. werd de hoofdstad van Chu in Yingcheng gebouwd.
In 506 v.Chr. werd Chu aangevallen door de staat Wu waarbij koning Zhao gedwongen werd op de vlucht te slaan. Chu kon alleen worden gered door een interventie van de staat Qin.
koning Dao stelde In 382 v.Chr. Wu Qi aan als eerste minister en zette hiermee de modernisering van Chu in gang.
Chu veroverde de staat Yue in 333 v.Chr. en Lu in 249 v.Chr..

### Oorlog met Qin

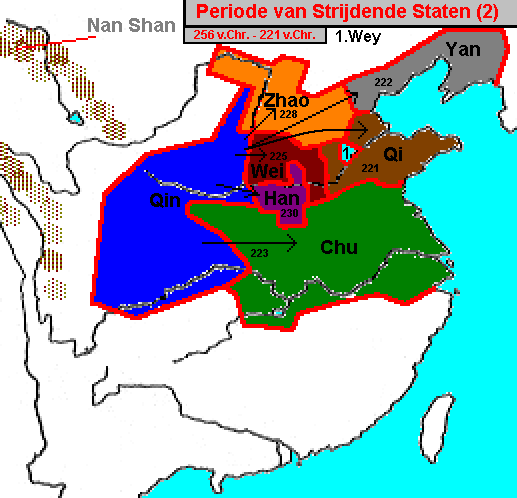
Onderwerping van Chu en de andere staten door Qin

Ondanks zijn omvang bleek de staat niet opgewassen tegen Qin, die aan een grootschalige operatie was begonnen om alle staten te veroveren.
Koning Shi Huang besloot van de drie in 225 v.Chr. overgebleven staten eerst de sterkste te verslaan: Chu. Een generaal ging erop af met 200.000 soldaten, maar hij werd verrast door het wilde en onbekende terrein waarna hij werd verslagen door de 500.000 soldaten van Chu. De Qin-koning stuurde zijn veteraan Wang Jian op oorlogspad met 600.000. Deze stuurde eerst verkenners vooruit, die meldden dat de vijand zwaar verschanst was en bereid zich dood te vechten. Daarom bouwde Wang Jian een sterk kamp en trainde zijn mannen maandenlang en zorgde ervoor dat ze goed gehumeurd waren en klaar voor het gevecht. De Chu-soldaten werden ongeduldig en verlieten hun stellingen. Toen viel Wang Jian massaal aan en overrompelde de vijand volledig. Chu werd in 223 v.Chr. veroverd.

### Korte wedergeboorte
Na de val van de Qin-dynastie in 206 vóór Christus ontstonden de staten Chu en Han opnieuw. Onder leiding van Xiang Yu voerde Chu van 206 tot 202 een oorlog tegen Liu Bang van Han. Chu verloor de oorlog en de Han-dynastie werd opgericht.